# أوستورخيو سالجار
أوستورخيو سالجار مورينو سالاثار (بالإسبانية: Eustorgio Salgar Moreno) محامي وقائد كولومبي وشخصية سياسية، وُلد عام 1831. كان عضوًا في الحزب الكولومبي الليبرالي وتولى رئاسة الولايات المتحدة الكولومبية من عام 1870 حتى 1872. تم انتخابه عندما كان يبلغ من العمر 39 ليصبح بذلك أصغر رئيس كولومبي. وتُوفي عام 1885.

## سيرته الذاتية
وُلد سالجار مورينو في بوغوتا في كونديناماركا في 1 نوفمبر 1831. وتُوفي في المدينة ذاتها في 25 نوفمبر عام 1885.